# Garfield (Victoria)
Garfield (2 114 habitants) est une localité australienne du sud de l'État du Victoria, située dans le Gippsland à 69 kilomètres au sud-est de Melbourne, dans sa grande banlieue.
Elle porte le nom de l'ancien président des États-Unis James Garfield depuis 1887, son ancien nom étant Cannibal Creek.

## Référence
- (en) Statistiques sur Garfield